# USS John King
USS John King je ime več plovil Vojne mornarice ZDA:
- USS John King (DD-953)
- USS John King (DDG-3)